# 思ひ
「思ひ」（おもい）は、松山千春が2008年8月20日にリリースした63枚目のシングルである。

## 解説
表題曲「思ひ」は、日本テレビ開局55年記念特別ドラマ『霧の火−樺太・真岡郵便局に散った九人の乙女たち−』の主題歌として使用された。

## 収録曲
| 全作詞・作曲: 松山千春、全編曲: 服部克久。 |                                  |          |            |      |
| #                                          | タイトル                         | 作詞     | 作曲・編曲 | 時間 |
| 1.                                         | 「思ひ」                         | 松山千春 | 松山千春   | 4:28 |
| 2.                                         | 「君は花」                       | 松山千春 | 松山千春   | 4:26 |
| 3.                                         | 「思ひ」(オリジナル・カラオケ)   | 松山千春 | 松山千春   | 4:28 |
| 4.                                         | 「君は花」(オリジナル・カラオケ) | 松山千春 | 松山千春   | 4:23 |
| 合計時間:                                  | 合計時間:                        | 17:45    |            |      |